# Karen Barrow
Pour les articles homonymes, voir Barrow.
Karen Barrow, née le 1er juin 1973, est une coureuse cycliste australienne.

## Palmarès sur route
- 1995
  -  Championne d'Océanie du contre-la-montre

## Palmarès sur piste

### Championnats du monde
- Perth 1997
  - 7e de la poursuite
- Bordeaux 1998
  - 10e de la poursuite

### Coupe du monde
- 1995
  - 2e de la poursuite à Adélaïde
  - 3e de la poursuite à Tokyo
- 1997
  - 3e de la poursuite à Adélaïde

### Championnats nationaux
- 1994
  - 2e de la vitesse
- 1995
  - 2e de la poursuite
  - 2e de la course aux points
- 1996
  -  Championne d'Australie de la course aux points
  - 3e de la poursuite
- 1997
  - 2e de la poursuite
  - 3e de la course aux points
- 1998
  -  Championne d'Australie du scratch
  - 2e de la poursuite
- 2000
  -  Championne d'Australie de la course aux points